# Dobrapomoc
Dobrapomoc [pronunciación en polaco: /dɔbraˈpɔmɔt͡s/] es un pueblo ubicado en el distrito administrativo de Gmina Pogorzela, dentro del Distrito de Gostyń, Voivodato de Gran Polonia, en el oeste de Polonia central. Desde 1975 hasta 1998 Dobrapomoc fue administrada en Szkaradowo.
Se encuentra aproximadamente a 5 kilómetros al oeste de Pogorzela, a 13 kilómetros al sureste de Gostyń y a 67 kilómetros al sur de la capital regional Poznań. 
El nombre Dobrapomoc se traduce a inglés como "buena ayuda".